# Ʒ̴
L’ej tilde inscrit, ʒ̴, est une lettre additionnelle de l’alphabet phonétique international utilisée dans quelques ouvrages linguistiques dont notamment par Ian Maddieson (en). Elle est composée d’un ej diacrité d’un tilde inscrit.

## Utilisation
Dans l’alphabet phonétique international, l’ej représente une consonne fricative alvéolaire voisée et le tilde inscrit indique une pharyngalisation ou vélarisation. La consonne fricative alvéolaire sourde pharyngalisée peut aussi être notée [ ʒˤ] ou [ʒ͡ʕ] et la consonne fricative alvéolaire sourde vélarisée peut aussi être notée [ ʒˠ] ou [ʒ͡ɣ].
Ian Maddieson (en) utilise l’ej tilde inscrit [ʒ̴], notamment en 1983 et 1984, pour représenter une consonne fricative palato-alvéolaire voisée utilisée en russe,,. Le symbole peut être utilisé ainsi pour transcrire жар /ˈʒar/ (« chaleur ») lorsque prononcé avec une post-alvéolaire vélarisée [ʒˠ], c’est-à-dire [ʒ̴].

## Représentation informatique
L’ej tilde n’a pas de représentation informatique standardisée. Il peut être présenté à l’aide d’un caractère non standard ou à l’aide de la lettre ej avec une diacritique tilde couvrant, ‹ ʒ̴ ›.